# (12320) Loschmidt
(12320) Loschmidt est un astéroïde de la ceinture principale.

## Description
(12320) Loschmidt est un astéroïde de la ceinture principale. Il fut découvert le 8 août 1992 à Caussols par Eric Walter Elst. Il présente une orbite caractérisée par un demi-grand axe de 2,17 UA, une excentricité de 0,10 et une inclinaison de 4,2° par rapport à l'écliptique.

## Compléments